# Proefschrift

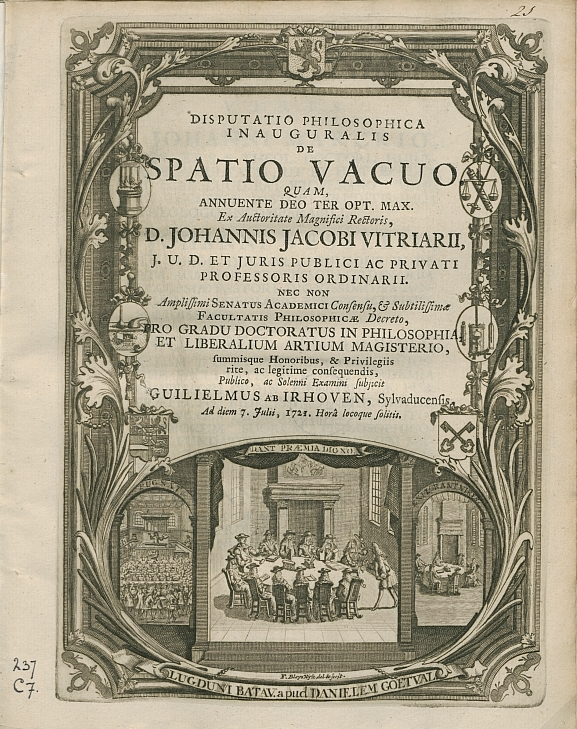
Proefschrift van Willem van Irhoven uit Den Bosch over de lege ruimte (De Spatio Vacuo), Leidse universiteit, 1721 (op de titelpagina wordt een promotieplechtigheid uitgebeeld)

Een proefschrift of dissertatie, in België door leenvertaling uit het Frans (thèse de doctorat) ook wel (doctoraats)thesis genoemd, is een originele wetenschappelijke verhandeling, geschreven door een promovendus ter verkrijging van de doctorstitel. Het proefschrift dient te worden onderscheiden van de scriptie, die benodigd is ter verkrijging van de titel van doctorandus.
Het kan ook bestaan uit een samenvoeging van eerdere wetenschappelijke publicaties van de auteur met een inleiding, samenvatting en persoonlijk dankwoord, met aan sommige universiteiten ook een biografie van de kandidaat – dit is meestal het geval. De promovendus doet hiermee verslag van een door hem of haar zelfstandig uitgevoerd nieuw wetenschappelijk onderzoek. De voertaal van een proefschrift is in de loop der jaren vaak het Engels geworden om internationale uitwisseling mogelijk te maken, maar bij taalkundige of historische onderwerpen voegt de taal zich soms naar het onderwerp, bijvoorbeeld een proefschrift in het Frans over Franse literatuur of in het Nederlands over Nederlandse poëzie.
Een promotiecommissie van deskundigen beoordeelt het proefschrift en bij goedkeuring komt het tot een promotieplechtigheid. Bij een geslaagde verdediging van het proefschrift tijdens deze plechtigheid verleent de promotor de promovendus de titel van doctor en wordt gewezen op de rechten en plichten die de titel aankleven.
Het verrichten van een onderzoek en het schrijven van een proefschrift is in Nederland geen geringe opgave, waar men meestal minstens meerdere jaren voor uittrekt. Om een proefschrift te mogen schrijven moet men doorgaans eerst het doctoraalexamen (drs., mr. of ir.) of overeenkomstig (MA, LLM of MSc) of na 2003 het masterexamen hebben behaald. Het is mogelijk om, bij grote uitzondering, zonder universitaire titel te promoveren, indien de persoon met gerede kans op succes een proefschrift kan voltooien op basis van zelfstandig wetenschappelijk onderzoek. Hierbij dient de promovendus deskundigen en een promotor te vinden die (schriftelijk) garant staan, hetgeen niet gemakkelijk is.

## Stellingen bij een dissertatie
Tot in de 20e eeuw was het niet ongebruikelijk om, althans in Nederland, op stellingen te promoveren. Er was in die gevallen géén promotieonderzoek gedaan. Vaak promoveerde men op de dag waarop men afstudeerde. Linnaeus promoveerde in 1735 in zes dagen aan de Universiteit van Harderwijk. Voor Christiaan Huygens werd een doctorstitel in de rechtsgeleerdheid – die hij nooit voerde – gekocht bij de Universiteit van Angers.
Sommige Nederlandse universiteiten verlangen dat promovendi stellingen toevoegen aan hun proefschrift, andere niet. Het is een sport geworden om de laatste stelling een grappig of sarcastisch karakter te geven. De andere stellingen dienen echter wel degelijk een serieus karakter te hebben. Het moeten vooral stellingen zijn, dat wil zeggen: beweringen die niet vanzelf spreken, maar door middel van het promotieonderzoek wetenschappelijk verdedigbaar zijn. Als reactie op een overmaat van al te grappige stellingen (die vaak veeleer het karakter van een aforisme droegen) verlangen universiteiten veelal dat de stellingen tevoren worden goedgekeurd door de promotor.
In België is het poneren van stellingen in een proefschrift eerder een uitzondering.